# Mynes obscura
Mynes obscura är en fjärilsart som beskrevs av Friedrich Wilhelm Niepelt 1921. Mynes obscura ingår i släktet Mynes och familjen praktfjärilar. Inga underarter finns listade i Catalogue of Life.